# Steffen Siegel
Steffen Siegel (* 1976) ist ein deutscher Kunst- und Medienwissenschaftler, Kritiker und Kurator.

## Leben
Steffen Siegel studierte Kunst- und Medienwissenschaft, Deutsche Literaturwissenschaft und Philosophie in Konstanz sowie Études cinématographiques et audiovisuelles in Lyon. Er wurde 2008 mit der Arbeit Tabula. Figuren der Ordnung um 1600 am Institut für Kunst- und Kulturwissenschaften der Humboldt-Universität zu Berlin promoviert. Von 2005 bis 2009 war er wissenschaftlicher Mitarbeiter an der Berlin-Brandenburgischen Akademie der Wissenschaften und von 2009 bis 2015 Juniorprofessor für Ästhetik des Wissens an der Friedrich-Schiller-Universität Jena.
Seit 2015 lehrt er als Professor für Theorie und Geschichte der Fotografie an der Folkwang Universität der Künste in Essen und leitet dort den wissenschaftlichen Master-Studiengang Photography Studies and Research sowie das Promotionsprogramm zu Theorie und Geschichte der Fotografie.
Von 2011 bis 2012 war er Forschungsfellow am Internationalen Kolleg Morphomata der Universität zu Köln und von 2019 bis 2020 Ailsa Mellon Bruce Senior Fellow am Center for Advanced Study in the Visual Arts der National Gallery of Art in Washington, D.C. Im Herbstsemester 2024 war er Max Kade Visiting Professor an der Georgetown University in Washington, D.C.
Seit 2019 organisiert er gemeinsam mit Tatjana Bartsch und Johannes Röll an der Bibliotheca Hertziana, dem Max-Planck-Institut für Kunstgeschichte in Rom, ein internationales Forschungsseminar, das alle zwei Jahre für die Dauer einer Woche ausgerichtet wird und sich an Doktorandinnen und Doktoranden sowie Postdocs richtet, die im Feld von Theorie und Geschichte der Fotografie arbeiten.
Seit 2024 ist er Vorsitzender des Vorstands des Zentrums für Fotografie Essen. Außerdem ist er Mitglied im Advisory Board des Deutschen Dokumentationszentrums für Kunstgeschichte – Bildarchiv Foto Marburg, des Lieven Gevaert Research Centre for Photography, Art and Visual Culture in Belgien und der Fundacja Archeologia Fotografii in Polen sowie der wissenschaftlichen Fachzeitschriften photographies und Photographica.
2014 wurde er zum Mitglied der Deutschen Gesellschaft für Photographie berufen. Im Jahr 2024 wählte ihn die Nordrhein-Westfälische Akademie der Wissenschaften und der Künste zu ihrem ordentlichen Mitglied.

## Publikationen
Monographien
- Tabula. Figuren der Ordnung um 1600, Akademie Verlag, Berlin 2009. ISBN 978-3-05-004563-4.
- Ich ist zwei andere. Jeff Walls Diptychon aus Bildern und Texten, Wilhelm Fink Verlag, München 2014. ISBN 978-3-7705-5664-9.
- Belichtungen. Zur fotografischen Gegenwart, Wilhelm Fink Verlag, München 2014. ISBN 978-3-7705-5708-0.
- Fotogeschichte aus dem Geist des Fotobuchs, Wallstein Verlag, Göttingen 2019. ISBN 978-3-8353-3469-4.

Quelleneditionen
- Neues Licht. Daguerre, Talbot und die Veröffentlichung der Fotografie im Jahr 1839, Wilhelm Fink Verlag, München 2014. ISBN 978-3-7705-5736-3.
  - First Exposures. Writings from the Beginning of Photography, The J. Paul Getty Museum, Los Angeles 2017. ISBN 978-1-60606-524-2.
  - 1839. Daguerre, Talbot et la publication de la photographie, Éditions Macula, Paris 2020. ISBN 978-2-86589-124-5.

Herausgaben (Bücher)
- Verwandte Bilder. Die Fragen der Bildwissenschaft, Kulturverlag Kadmos, Berlin 2007; 2., durchgesehene Auflage 2008, (als Mitherausgeber). ISBN 978-3-8659-9034-1.
- Visuelle Modelle, Wilhelm Fink Verlag, München 2008, (als Mitherausgeber). ISBN 978-3-7705-4632-9.
- Maßlose Bilder. Visuelle Ästhetik der Transgression, Wilhelm Fink Verlag, München 2009, (als Mitherausgeber). ISBN 978-3-7705-4801-9.
- Die Werkstatt des Kartographen. Materialien und Praktiken visueller Welterzeugung, Wilhelm Fink Verlag, München 2011, (als Mitherausgeber). ISBN 978-3-7705-5187-3.
- Wolfgang Schulz und die Fotoszene um 1980, Spector Books, Leipzig 2019, (als Mitherausgeber). ISBN 978-3-95905-282-5.

Herausgaben (Zeitschriften)
- Fotografische Experimente. Themenheft von Fotogeschichte 31 (2011), Heft 122. ISSN 0720-5260.
- Die selbstbewusste Fotografie. Bildgeschichte der Fototheorie seit den 1960er Jahren. Themenheft von Fotogeschichte 33 (2013), Heft 129. ISSN 0720-5260.
- Psychologie und Fotografie. Themenheft von Fotogeschichte 36 (2016), Heft 140, (als Mitherausgeber). ISSN 0720-5260.
- Playing the Photograph. Themenheft von PhotoResearcher Nr. 27 (2017), (als Mitherausgeber). ISSN 0958-2606.
- Schreiben über Fotografie. Themenheft von Fotogeschichte 37 (2017), Heft 145, (als Mitherausgeber). ISSN 0720-5260.
- Fotografie und Design. Themenheft von Fotogeschichte 39 (2019), Heft 152, (als Mitherausgeber). ISSN 0720-5260.
- Ästhetik der Skalierung. Sonderheft der Zeitschrift für Ästhetik und Allgemeine Kunstwissenschaft 18 (2020), (als Mitherausgeber). ISBN 978-3-7873-3815-3.
- Weiterblättern! Neue Perspektiven der Fotobuchforschung. Themenheft von Fotogeschichte 41 (2021), Heft 159, (als Mitherausgeber). ISSN 0720-5260.
- Circulating Photographs. Themenheft von History of Photography 45 (2021), Nr. 1, (als Mitherausgeber). ISSN 0308-7298.
- Schreiben über Fotografie II. Themenheft von Fotogeschichte 42 (2022), Heft 166, (als Mitherausgeber). ISSN 0720-5260.
- Vermessene Bilder. Von der Fotogrammetrie zur Bildforensik. Themenheft von Fotogeschichte 44 (2024), Heft 172, (als Mitherausgeber). ISSN 0720-5260.

Schriftenreihe
- Laborberichte (als Mitherausgeber), VDG, Weimar, seit 2015.[13]

## Ausstellungen
- Inside/Out. Fotografie und Psychologie (gemeinsam mit David Keller). DZ BANK Kunstsammlung Frankfurt am Main, 2018.[14]
- Wolfgang Schulz und die Fotoszene um 1980 (gemeinsam mit Reinhard Matz und Bernd Stiegler). Museum für Kunst und Gewerbe Hamburg, 2019; Museum für Fotografie, Staatliche Museen zu Berlin, 2020.[15]
- On Display. Die Körper der Fotografie (gemeinsam mit Martina Padberg und Elke Seeger). Kunstmuseum Ahlen, 2022.[16]
- Passagen (gemeinsam mit Christina Leber und Master-Studierenden der Folkwang Universität der Künste). Kunststiftung DZ Bank Frankfurt am Main, 2022.
- Leap of faith: Transmediale Fotografie. Nordrhein-Westfälische Akademie der Wissenschaften und der Künste, 2024.[17]

## Auszeichnungen
- 2014: DGPh-Forschungspreis für Photographiegeschichte[18]
- 2017: Sonderpreis Geisteswissenschaften International[19]